# Ice-T
Tracy Lauren Marrow (16. února 1958 Newark), známější jako Ice-T, je americký rapper, herec, textař a producent.

## Životopis

### Mládí
Ice-T se narodil v Newarku v New Jersey, v mladém věku mu zemřeli oba rodiče na infarkt. Byl vychováván příbuznými na jihu Los Angeles a stal se jedním z předních umělců tzv. West coast rapu. Po absolvování tamní střední školy vstoupil na čtyři roky do americké armády.

### Hudební kariéra (1982–současnost)
Ice-T je představitelem West coast rapu; jeho album O.G. Original Gangster z roku 1991 je mnohými považováno jednak za jeho nejlepší, jednak za album, které pomohlo definovat žánr gangsta rap.
V roce 1990 spoluzaložil heavymetalovou skupinu Body Count, jejíž je stálým zpěvákem. Spolupracoval s mnoha dalšími metalovými skupinami, např. s Motörhead, Slayer, Icepick či Six Feet Under.

### Herectví
Ice-T se poprvé objevil ve filmu Breaking' (1984) a jeho pokračování Breakin': Electric Boogaloo z téhož roku. Roku 1991 se začal věnovat seriózní herecké kariéře. Mezi nejznámější patří jeho role v kriminálních seriálech Zákon a pořádek: Útvar pro zvláštní oběti (1999–současnost) a New York Undercover (1994–1999) či v akčním thrilleru Hra o přežití (1994). Objevil se též v seriálu Rick a Morty (2023) v 7 sérii 8 epizody s názvem "Rise of the Numbericons: The Movie".

## Diskografie

### Studiová alba
Sólová kariéra
- Rhyme Pays (1987)
- Power (1988)
- The Iceberg/Freedom of Speech...Just Watch What You Say (1989)
- O.G. Original Gangster (1991)
- Home Invasion (1993)
- Ice-T VI: Return of the Real (1996)
- The Seventh Deadly Sin (1999)
- Gangsta Rap (2006)

S Body Count
- Body Count (1992)
- Born Dead (1994)
- Violent Demise: The Last Days (1997)
- Murder 4 Hire (2006)
- Manslaughter (2014)
- Bloodlust (2017)
- Carnivore (2020)
- Merciless (2024)

Spolupráce
- Breaking and Entering s The Radio Crew (1983)
- Rhyme Syndicate Comin' Through s Rhyme $yndicate (1988)
- Pimp to Eat s Analog Brothers (2000)
- Repossession s SMG (2004)
- Urban Legends s Black Ice (2008)
- The Foundation Album (Legends Recording Group) s více umělci (2019)